# Осек (гмина, Бродницкий повет)
Осек (пол. Osiek)—сельская гмина (волость) в Польше, входит как административная единица в Бродницкий повет, Куявско-Поморское воеводство. Население 4088 человек (на 2004 год).

## Сельские округа
1. Дембово
2. Езорки
3. Кретки-Мале
4. Кретки-Дуже
5. Куява
6. Лапинуж
7. Обурки
8. Осек
9. Осек-Колёня
10. Стшиги
11. Сумин
12. Сумувко
13. Шинковизна
14. Тадаево
15. Томашево
16. Варпалице
17. Вжешево

## Соседние гмины
1. Гмина Бродница
2. Гмина Рыпин
3. Гмина Сведзебня
4. Гмина Вомпельск